# Neurocordulia virginiensis
Neurocordulia virginiensis – gatunek ważki z rodziny szklarkowatych (Corduliidae). Występuje na terenie Ameryki Północnej.